# Вильгельм II (король Вюртемберга)
Вильгельм II Вюртембергский (Вильгельм Карл Павел Генрих Фридрих, нем. Wilhelm II. von Württemberg; 26 февраля 1848, Штутгарт — 2 октября 1921, Бебенхаузен, Вюртемберг) — король Вюртемберга с 6 октября 1891 года.

## Биография
Сын Фридриха Вюртембергского и Екатерины Вюртембергской. По матери внук короля Вильгельма I.
Король Карл I Фридрих-Александр, двоюродный брат отца Фридриха и родной брат матери Екатерины, умер в 1891 году бездетным, и престол перешел к Вильгельму, ближайшему родственнику по мужской линии. Вильгельм был известен демократичностью, прогуливался в центре Штутгарта наравне с подданными, к нему обращались просто «господин король». Перед королевским дворцом в Штутгарте поставлен памятник Вильгельму и его двум собачкам, с которыми он неизменно гулял. Оказывал финансовую помощь изобретателю и воздухоплавателю графу Цеппелину. 8 октября 1870 года награждён российским  орденом Святого Георгия 4 степени.
23 июля 1916 года получил чин германского генерал-фельдмаршала, а 1 июля 1917 года удостоен ещё и чина австрийского генерала кавалерии.
Отрёкся от престола 30 ноября 1918 года после падения Германской империи. После него главенство в вюртембергском доме перешло к дальнему родственнику, представителю католической линии Вюртембергского дома принцу Альбрехту (1865—1939).

## Браки и дети
В первый раз он был женат на вальдекской принцессе Марии (1857—1882), дочери Георга Виктора Вальдек-Пирмонтского и Елены Нассауской. 
В этом браке родилось трое детей:
- Паулина (1877—1965)
- Ульрих (28 июля 1880 - 28 декабря 1880)
- Мертворожденная дочь (24 апреля 1882 г.)

Через шесть дней после рождения третьего ребенка Принцесса Мария скончалась в возрасте 24 лет.
Во втором браке с принцессой Шарлоттой Шаумбург-Липпской детей не было.